# Copa do Caribe de 2017
A Copa do Caribe de 2017 foi a 19ª e última edição da Copa do Caribe, a principal competição entre seleções afiliadas à União Caribenha de Futebol.
O torneio teve início em março de 2016, quando ocorreu a primeira fase de qualificação. A fase final será disputada em junho de 2017 na Martinica, anunciada como país-sede em 26 de janeiro de 2017.
As quatro melhores equipes da competição se classificam para a Copa Ouro da CONCACAF de 2017, enquanto a quinta colocada disputará um play-off contra uma seleção da UNCAF para definição da última vaga.

## Qualificação
Um total de 24 seleções, das 31 afiliadas à UCF, participaram da fase de qualificação do torneio. A seleção do Haiti terminou na 5ª colocação.

## Fase Final
A fase final será disputada em maio de 2017 entre as 4 seleções classificadas da 3ª fase.

### Semifinais
Todas as seleções que chegarem a esta fase se classificam para a Copa Ouro da CONCACAF de 2017.
| 22 de junho de 2017 | Jamaica     | 1 – 1     | Guiana Francesa | Stade Pierre Aliker, Fort-de-France |
| 18:00               | Johnson 70' | Relatório | L. Baal 21'     |                                     |

|                                     |       | Penalidades                  |  |
| Binns Gordon Nicholson Fisher Burke | 4 – 2 | Evens Issorat Legrand Fabien |  |

| 22 de junho de 2017 | Curaçau                           | 2 – 1     | Martinica  | Stade Pierre Aliker, Fort-de-France |
| 20:30               | Nepomuceno 57' (pen.) · Janga 76' | Relatório | Arquin 17' |                                     |

### Disputa pelo terceiro lugar
| 25 de junho de 2017 | Guiana Francesa | 1 – 0     | Martinica | Stade Pierre-Alikir, Fort-de-France |
| 17:00               | Privat 74'      | Relatório |           |                                     |

### Final
| 25 de junho de 2017 | Jamaica      | 1 – 2     | Curaçau       | Stade Pierre-Alikir, Fort-de-France |
| 19:30               | Harriott 82' | Relatório | Hooi 10', 84' |                                     |

## Premiação
| Copa do Caribe de 2017      |
| Curaçau                     |
| --------------------------- |
| Curacao Campeão (1° título) |